# Patinação artística nos Jogos Olímpicos de Inverno de 2018 - Duplas
A competição de duplas da patinação artística nos Jogos Olímpicos de Inverno de 2014 foi disputada na Arena de Gelo Gangneung, localizado na subsede de Gangneung nos dias 14 e 15 de fevereiro. O programa curto foi realizado em 14 de fevereiro e a patinação livre no dia 15 de fevereiro.

## Medalhistas
| Ouro   | GER Aliona Savchenko / Bruno Massot |
| Prata  | CHN Sui Wenjing / Han Cong          |
| Bronze | CAN Meagan Duhamel / Eric Radford   |

## Recordes
| Componente      | Patinadores                         | Pontos | Data                    | Ref.  |
| --------------- | ----------------------------------- | ------ | ----------------------- | ----- |
| Patinação livre | GER Aliona Savchenko / Bruno Massot | 159.31 | 15 de fevereiro de 2018 | [ 3 ] |

## Programação
Horário local (UTC+9).
| Data            | Horário | Evento         |
| --------------- | ------- | -------------- |
| 14 de fevereiro | 10:00   | Programa curto |
| 15 de fevereiro | 10:00   | Programa longo |

## Resultados

### Programa curto
| Pos.                                 | Atletas                                        | TSS   | TES   | PCS   | SS   | TR   | PE   | CH   | IN   | Ded   | StN |
| ------------------------------------ | ---------------------------------------------- | ----- | ----- | ----- | ---- | ---- | ---- | ---- | ---- | ----- | --- |
| 1                                    | CHN Sui Wenjing / Han Cong                     | 82.39 | 44.49 | 37.90 | 9.36 | 9.32 | 9.61 | 9.50 | 9.57 | 0.00  | 17  |
| 2                                    | OAR Evgenia Tarasova / Vladimir Morozov        | 81.68 | 43.97 | 37.71 | 9.46 | 9.25 | 9.54 | 9.50 | 9.39 | 0.00  | 22  |
| 3                                    | CAN Meagan Duhamel / Eric Radford              | 76.82 | 41.26 | 35.56 | 8.89 | 8.64 | 8.89 | 9.00 | 9.04 | 0.00  | 19  |
| 4                                    | GER Aliona Savchenko / Bruno Massot            | 76.59 | 39.16 | 37.43 | 9.29 | 9.18 | 9.32 | 9.46 | 9.54 | 0.00  | 21  |
| 5                                    | CHN Yu Xiaoyu / Zhang Hao                      | 75.58 | 42.10 | 33.48 | 8.39 | 8.29 | 8.46 | 8.50 | 8.21 | 0.00  | 12  |
| 6                                    | FRA Vanessa James / Morgan Ciprès              | 75.34 | 40.67 | 34.67 | 8.64 | 8.43 | 8.89 | 8.68 | 8.71 | 0.00  | 15  |
| 7                                    | ITA Valentina Marchei / Ondřej Hotárek         | 74.50 | 40.36 | 34.14 | 8.32 | 8.29 | 8.68 | 8.68 | 8.71 | 0.00  | 18  |
| 8                                    | OAR Natalia Zabiiako / Alexander Enbert        | 74.35 | 40.13 | 34.22 | 8.68 | 8.25 | 8.64 | 8.57 | 8.64 | 0.00  | 20  |
| 9                                    | ITA Nicole Della Monica / Matteo Guarise       | 74.00 | 40.41 | 33.59 | 8.43 | 8.25 | 8.46 | 8.46 | 8.39 | 0.00  | 16  |
| 10                                   | OAR Kristina Astakhova / Alexei Rogonov        | 70.52 | 38.93 | 31.59 | 7.89 | 7.71 | 8.00 | 7.96 | 7.93 | 0.00  | 7   |
| 11                                   | PRK Ryom Tae-ok / Kim Ju-sik                   | 69.40 | 38.79 | 30.61 | 7.61 | 7.36 | 7.86 | 7.71 | 7.71 | 0.00  | 10  |
| 12                                   | CAN Julianne Séguin / Charlie Bilodeau         | 67.52 | 35.63 | 31.89 | 7.96 | 7.79 | 8.04 | 8.04 | 8.04 | 0.00  | 14  |
| 13                                   | CAN Kirsten Moore-Towers / Michael Marinaro    | 65.68 | 34.46 | 31.22 | 7.89 | 7.64 | 7.68 | 7.96 | 7.86 | 0.00  | 11  |
| 14                                   | USA Alexa Scimeca Knierim / Chris Knierim      | 65.55 | 34.18 | 31.37 | 7.96 | 7.54 | 7.82 | 7.89 | 8.00 | 0.00  | 13  |
| 15                                   | CZE Anna Dušková / Martin Bidař                | 63.25 | 34.62 | 28.63 | 7.18 | 7.04 | 7.11 | 7.29 | 7.18 | 0.00  | 6   |
| 16                                   | GER Annika Hocke / Ruben Blommaert             | 63.04 | 34.61 | 28.43 | 7.11 | 6.96 | 7.18 | 7.11 | 7.18 | 0.00  | 8   |
| Não avançaram para a patinação livre |                                                |       |       |       |      |      |      |      |      |       |     |
| 17                                   | CHN Peng Cheng / Jin Yang                      | 62.61 | 33.50 | 30.11 | 7.64 | 7.46 | 7.50 | 7.61 | 7.43 | -1.00 | 9   |
| 18                                   | AUS Ekaterina Alexandrovskaya / Harley Windsor | 61.55 | 34.70 | 26.85 | 7.00 | 6.64 | 6.75 | 6.71 | 6.46 | 0.00  | 2   |
| 19                                   | ISR Paige Conners / Evgeni Krasnopolski        | 60.35 | 34.26 | 26.09 | 6.54 | 6.32 | 6.68 | 6.57 | 6.50 | 0.00  | 4   |
| 20                                   | AUT Miriam Ziegler / Severin Kiefer            | 58.80 | 31.71 | 28.09 | 7.07 | 6.93 | 6.96 | 7.07 | 7.07 | -1.00 | 5   |
| 21                                   | JPN Miu Suzaki / Ryuichi Kihara                | 57.74 | 32.89 | 24.85 | 6.39 | 5.96 | 6.29 | 6.25 | 6.18 | 0.00  | 3   |
| 22                                   | KOR Kim Kyu-eun / Alex Kang-chan Kam           | 42.93 | 21.04 | 22.89 | 6.04 | 5.54 | 5.57 | 5.79 | 5.68 | -1.00 | 1   |

### Patinação livre
| Pos. | Atletas                                     | TSS    | TES   | PCS   | SS   | TR   | PE   | CH   | IN   | Ded   | StN |
| ---- | ------------------------------------------- | ------ | ----- | ----- | ---- | ---- | ---- | ---- | ---- | ----- | --- |
| 1    | GER Aliona Savchenko / Bruno Massot         | 159.31 | 82.07 | 77.24 | 9.57 | 9.46 | 9.82 | 9.64 | 9.79 | 0.00  | 13  |
| 2    | CAN Meagan Duhamel / Eric Radford           | 153.33 | 79.86 | 73.47 | 9.21 | 9.04 | 9.32 | 9.21 | 9.14 | 0.00  | 14  |
| 3    | CHN Sui Wenjing / Han Cong                  | 153.08 | 76.29 | 76.79 | 9.57 | 9.46 | 9.54 | 9.71 | 9.71 | 0.00  | 15  |
| 4    | OAR Evgenia Tarasova / Vladimir Morozov     | 143.25 | 70.08 | 74.17 | 9.54 | 9.18 | 9.14 | 9.32 | 9.18 | -1.00 | 16  |
| 5    | FRA Vanessa James / Morgan Ciprès           | 143.19 | 71.59 | 71.60 | 8.96 | 8.82 | 8.93 | 9.04 | 9.00 | 0.00  | 11  |
| 6    | ITA Valentina Marchei / Ondřej Hotárek      | 142.09 | 73.94 | 68.15 | 8.39 | 8.32 | 8.64 | 8.57 | 8.68 | 0.00  | 9   |
| 7    | OAR Natalia Zabiiako / Alexander Enbert     | 138.53 | 70.36 | 68.17 | 8.54 | 8.25 | 8.57 | 8.61 | 8.64 | 0.00  | 10  |
| 8    | CAN Julianne Séguin / Charlie Bilodeau      | 136.50 | 71.28 | 65.22 | 8.11 | 7.93 | 8.25 | 8.18 | 8.29 | 0.00  | 5   |
| 9    | CAN Kirsten Moore-Towers / Michael Marinaro | 132.43 | 70.42 | 62.01 | 7.82 | 7.50 | 7.86 | 7.79 | 7.79 | 0.00  | 1   |
| 10   | ITA Nicole Della Monica / Matteo Guarise    | 128.74 | 64.60 | 65.14 | 8.18 | 8.00 | 8.07 | 8.25 | 8.21 | -1.00 | 7   |
| 11   | CHN Yu Xiaoyu / Zhang Hao                   | 128.52 | 62.98 | 67.54 | 8.68 | 8.43 | 8.21 | 8.57 | 8.32 | -2.00 | 12  |
| 12   | PRK Ryom Tae-ok / Kim Ju-sik                | 124.23 | 63.65 | 60.58 | 7.68 | 7.29 | 7.71 | 7.61 | 7.57 | 0.00  | 6   |
| 13   | OAR Kristina Astakhova / Alexei Rogonov     | 123.93 | 62.17 | 63.76 | 8.04 | 7.82 | 7.71 | 8.21 | 8.07 | -2.00 | 8   |
| 14   | CZE Anna Dušková / Martin Bidař             | 123.08 | 64.34 | 58.74 | 7.43 | 7.39 | 7.21 | 7.36 | 7.32 | 0.00  | 3   |
| 15   | USA Alexa Scimeca Knierim / Chris Knierim   | 120.27 | 60.57 | 60.70 | 7.68 | 7.54 | 7.43 | 7.75 | 7.54 | -1.00 | 2   |
| 16   | GER Annika Hocke / Ruben Blommaert          | 108.94 | 53.79 | 55.15 | 6.93 | 6.82 | 6.79 | 7.00 | 6.93 | 0.00  | 4   |

### Geral
| Pos.                                 | Atletas                                        | Pontos totais | SP    | SP | FS     | FS |
| ------------------------------------ | ---------------------------------------------- | ------------- | ----- | -- | ------ | -- |
| 01 !                                 | GER Aliona Savchenko / Bruno Massot            | 235.90        | 76.59 | 4  | 159.31 | 1  |
| 02 !                                 | CHN Sui Wenjing / Han Cong                     | 235.47        | 82.39 | 1  | 153.08 | 3  |
| 03 !                                 | CAN Meagan Duhamel / Eric Radford              | 230.15        | 76.82 | 3  | 153.33 | 2  |
| 4                                    | OAR Evgenia Tarasova / Vladimir Morozov        | 224.93        | 81.68 | 2  | 143.25 | 4  |
| 5                                    | FRA Vanessa James / Morgan Ciprès              | 218.53        | 75.34 | 6  | 143.19 | 5  |
| 6                                    | ITA Valentina Marchei / Ondřej Hotárek         | 216.59        | 74.50 | 7  | 142.09 | 6  |
| 7                                    | OAR Natalia Zabiiako / Alexander Enbert        | 212.88        | 74.35 | 8  | 138.53 | 7  |
| 8                                    | CHN Yu Xiaoyu / Zhang Hao                      | 204.10        | 75.58 | 5  | 128.52 | 11 |
| 9                                    | CAN Julianne Séguin / Charlie Bilodeau         | 204.02        | 67.52 | 12 | 136.50 | 8  |
| 10                                   | ITA Nicole Della Monica / Matteo Guarise       | 202.74        | 74.00 | 9  | 128.74 | 10 |
| 11                                   | CAN Kirsten Moore-Towers / Michael Marinaro    | 198.11        | 65.68 | 13 | 132.43 | 9  |
| 12                                   | OAR Kristina Astakhova / Alexei Rogonov        | 194.45        | 70.52 | 10 | 123.93 | 13 |
| 13                                   | PRK Ryom Tae-ok / Kim Ju-sik                   | 193.63        | 69.40 | 11 | 124.23 | 12 |
| 14                                   | CZE Anna Dušková / Martin Bidař                | 186.33        | 63.25 | 15 | 123.08 | 14 |
| 15                                   | USA Alexa Scimeca Knierim / Chris Knierim      | 185.82        | 65.55 | 14 | 120.27 | 15 |
| 16                                   | GER Annika Hocke / Ruben Blommaert             | 171.98        | 63.04 | 16 | 108.94 | 16 |
| Não avançaram para a patinação livre |                                                |               |       |    |        |    |
| 17                                   | CHN Peng Cheng / Jin Yang                      | 62.61         | 62.61 | 17 | —      | —  |
| 18                                   | AUS Ekaterina Alexandrovskaya / Harley Windsor | 61.55         | 61.55 | 18 | —      | —  |
| 19                                   | ISR Paige Conners / Evgeni Krasnopolski        | 60.35         | 60.35 | 19 | —      | —  |
| 20                                   | AUT Miriam Ziegler / Severin Kiefer            | 58.80         | 58.80 | 20 | —      | —  |
| 21                                   | JPN Miu Suzaki / Ryuichi Kihara                | 57.74         | 57.74 | 21 | —      | —  |
| 22                                   | KOR Kim Kyu-eun / Alex Kang-chan Kam           | 42.93         | 42.93 | 22 | —      | —  |

Legenda
| Recorde mundial      | Recorde mundial (World record)               |                       | Recorde africano                      | Recorde africano (African) |                                           | Q | Classificado por posição (Qualified) |
| Recorde olímpico     | Recorde olímpico (Olympic record)            | Recorde da América    | Recorde da América (Americas)         | q                          | Classificado por melhor tempo (Qualified) |   |                                      |
| Melhor marca do ano  | Melhor marca do ano (World leading)          | Recorde asiático      | Recorde asiático (Asian)              | DNS                        | Não largou (Did not start)                |   |                                      |
| Recorde nacional     | Recorde nacional (National record)           | Recorde europeu       | Recorde europeu (European)            | DNF                        | Não terminou (Did not finish)             |   |                                      |
| Recorde pessoal      | Recorde pessoal do atleta (Personal best)    | Recorde da Oceania    | Recorde da Oceania (Oceania)          | DSQ / DQ                   | Desclassificado (Disqualified)            |   |                                      |
| Recorde da temporada | Recorde da temporada do atleta (Season best) | Recorde sul-americano | Recorde sul-americano (South America) | NM                         | Sem marca (No mark)                       |   |                                      |